# Associazione Sportiva Gubbio 1910 2016-2017
Questa voce raccoglie le informazioni riguardanti l'Associazione Sportiva Gubbio 1910 nelle competizioni ufficiali della stagione 2016-2017.

## Stagione
Nella stagione 2016-2017 il Gubbio disputa il girone B del campionato di Lega Pro, con 58 punti ottiene il sesto posto. Disputa i Play-off, nei quali viene subito eliminato nel primo turno, sconfitto (2-3) in gara unica dalla Sambenedettese. Allenato da Giuseppe Magi, ha raccolto 31 punti nel girone di andata chiuso in sesta posizione, nel girone di ritorno il bottino è stato di 27 punti. La squadra eugubina perde sei gare in casa e ne vince altrettante in trasferta. Nella Coppa Italia di Lega Pro disputa il girone E di qualificazione che ha promosso la Viterbese, anche Sambenedettese e Gubbio hanno raccolto 3 punti, ma la squadra laziale è passata per una migliore differenza reti.

## Divise e Sponsor
La divisa del Gubbio è rossoblù, con calzoncini e calzettoni blù. Per questa stagione lo Sponsor è Cementerie Barbetti, mentre lo Sponsor tecnico è Legea.

## Rosa
| N. |                   | Ruolo | Calciatore           |
| -- | ----------------- | ----- | -------------------- |
| 1  | Italia (bandiera) | P     | Giacomo Volpe        |
| 2  | Italia (bandiera) | D     | Gianluca Pollace     |
| 3  | Italia (bandiera) | D     | Alessio Petti        |
| 4  | Italia (bandiera) | C     | Marco Croce          |
| 5  | Italia (bandiera) | D     | Michele Rinaldi      |
| 6  | Italia (bandiera) | D     | Alex Marco Marini    |
| 7  | Italia (bandiera) | A     | Daniele Ferretti     |
| 8  | Italia (bandiera) | C     | Alfredo Romano       |
| 9  | Italia (bandiera) | A     | Daniele Casiraghi    |
| 10 | Italia (bandiera) | C     | Daniele Ferri Marini |
| 11 | Italia (bandiera) | D     | Andrea Zanchi        |
| 12 | Italia (bandiera) | P     | Michele Monti        |
| 13 | Italia (bandiera) | C     | Francesco Marchi     |

| N. |                   | Ruolo | Calciatore          |
| -- | ----------------- | ----- | ------------------- |
| 14 | Italia (bandiera) | D     | Massimo Conti       |
| 15 | Italia (bandiera) | C     | Francesco Bergamini |
| 16 | Italia (bandiera) | C     | Paolo Valagussa     |
| 17 | Italia (bandiera) | A     | Lorenzo Musto       |
| 19 | Italia (bandiera) | A     | Leonardo Candellone |
| 20 | Italia (bandiera) | C     | Rosario Costantino  |
| 22 | Italia (bandiera) | P     | Antonio Narciso     |
| 23 | Italia (bandiera) | D     | Sedrick Kalombo     |
| 24 | Italia (bandiera) | D     | Lorenzo Burzigotti  |
| 25 | Italia (bandiera) | A     | Gabriel Lunetta     |
| 26 | Italia (bandiera) | C     | Dario Giacomarro    |
| 29 | Italia (bandiera) | A     | Camillo Tavernelli  |
| 30 | Italia (bandiera) | D     | Matteo Piccinni     |

## Staff tecnico
Fonte
- Giuseppe Magi - Allenatore
- Giovanni Pascolini - Allenatore in seconda
- Fabio Cavargini- Preparatore atletico
- Giovanni Bacchiocchi - Collaboratore
- Giangiacomo Corbucci - Medico sociale
- Loris Camoni - Massaggiatore-Fisioterapista
- Andrea Rosetti - Massaggiatore-Fisioterapista
- Fabrizio Gambini - Massaggiatore-Fisioterapista

## Risultati

### Lega Pro - girone B

#### Girone di andata
| Arbitro: | Meraviglia (Pistoia) |

|                   |           |                 |
| Arma 90+3’ (rig.) | Marcatori | 81’ A. Ferretti |

| Arbitro: | Andreini (Forlì) |

|                |           |  |
| Candellone 74’ | Marcatori |  |

| Arbitro: | Natilla (Molfetta) |

|  |           |           |
|  | Marcatori | 83’ Musto |

| Arbitro: | Pietropaolo (Modena) |

|                 |           |                                                   |
| D. Ferretti 50’ | Marcatori | 14’ (rig.) Berardocco 64’ Sorrentino 88’ Sabatino |

| Arbitro: | Bertani (Pisa) |

|  |           |               |
|  | Marcatori | 35’ Valagussa |

| Arbitro: | Pashuku (Albano Laziale) |

|  |           |                 |
|  | Marcatori | 86’ Cappelletti |

| Arbitro: | Panarese (Lecce) |

|           |           |                           |
| Loviso 1’ | Marcatori | 71’ Valagussa 76’ Rinaldi |

| Arbitro: | D'Ascanio (Ancona) |

|                      |           |  |
| Casiraghi 11’ (rig.) | Marcatori |  |

| Arbitro: | De Remigis (Teramo) |

|  |           |                         |
|  | Marcatori | 90+2’ (rig.) M. Colombi |

| Arbitro: | Mastrodonato (Molfetta) |

|  |           |                               |
|  | Marcatori | 21’ Valagussa 56’ D. Ferretti |

| Arbitro: | D'Apice (Arezzo) |

|                      |           |                                                               |
| Casiraghi 11’ (rig.) | Marcatori | 70’, 75’ Jefferson 73’ Petrella 90+1’ (rig.), 90+4’ Sansovini |

| Arbitro: | Giua (Pisa) |

|                                                 |           |                |
| Burzigotti 18’ (aut.) Calaiò 46’ Nocciolini 50’ | Marcatori | 7’ D. Ferretti |

| Arbitro: | Viotti (Tivoli) |

|               |           |  |
| A. Marini 22’ | Marcatori |  |

| Arbitro: | Piscopo (Imperia) |

|  |           |                               |
|  | Marcatori | 45’ Casiraghi 88’ D. Ferretti |

| Arbitro: | Guccini (Albano Laziale) |

|  |           |                                               |
|  | Marcatori | 3’ Valagussa 27’ Candellone 90+2’ D. Ferretti |

| Arbitro: | Balice (Termoli) |

|                              |           |                                   |
| Candellone 32’ Casiraghi 36’ | Marcatori | 34’, 40’ Guidone 46’ Ghiringhelli |

| Arbitro: | Perotti (Legnano) |

|                      |           |  |
| Pederzoli 59’ (rig.) | Marcatori |  |

| Arbitro: | Camplone (Pescara) |

|                                                                      |           |  |
| Ferri Marini 14’ Candellone 20’ D. Ferretti 37’ Casiraghi 47’ (rig.) | Marcatori |  |

| Arbitro: | Fourneau (Roma) |

|                              |           |  |
| Giorico 38’ (rig.) Besea 86’ | Marcatori |  |

#### Girone di ritorno
| Arbitro: | Dionisi (L'Aquila) |

|                |           |  |
| M. Conti 90+1’ | Marcatori |  |

| Arbitro: | Candeo (Este) |

|                          |           |                            |
| Spagnoli 12’ Gliozzi 16’ | Marcatori | 81’ Candellone 90’ Rinaldi |

| Arbitro: | Guida (Salerno) |

|                 |           |  |
| D. Ferretti 29’ | Marcatori |  |

| Arbitro: | Zufferli (Udine) |

|                            |           |  |
| Vallocchia 22’ Mancuso 77’ | Marcatori |  |

| Arbitro: | Capone (Palermo) |

|                                                 |           |            |
| D. Ferretti 12’ Ferri Marini 32’ Candellone 90’ | Marcatori | 62’ Guerra |

| Arbitro: | Luciano (Lamezia Terme) |

|              |           |                 |
| Altinier 45’ | Marcatori | 90+2’ A. Romano |

| Gubbio 19 febbraio 2017 26ª giornata | Gubbio           | 0 – 0 | AlbinoLeffe | Stadio Pietro Barbetti\| Arbitro: \| Andreini (Forlì) \| |
| Arbitro:                             | Andreini (Forlì) |       |             |                                                          |

| Arbitro: | Lorenzin (Castelfranco Veneto) |

|            |           |  |
| Sereni 33’ | Marcatori |  |

| Macerata 5 marzo 2017 28ª giornata | Maceratese         | 0 – 0 | Gubbio | Stadio Helvia Recina\| Arbitro: \| Meleleo (Casarano) \| |
| Arbitro:                           | Meleleo (Casarano) |       |        |                                                          |

| Arbitro: | De Angeli (Abbiategrasso) |

|                                        |           |                        |
| Ferri Marini 6’ (rig.), 8’ Rinaldi 63’ | Marcatori | 18’ Agyci 44’ Frediani |

| Arbitro: | Gariglio (Pinerolo) |

|                                                                                   |           |  |
| Caidi 13’, 33’ Sansovini 26’ Di Paolantonio 52’ Speranza 63’ A. Marini 82’ (aut.) | Marcatori |  |

| Arbitro: | Pagliardini (Arezzo) |

|                 |           |                                                            |
| A. Ferretti 69’ | Marcatori | 18’ Calaiò 25’ Nocciolini 44’ (aut.) Piccinni 84’ Iacoponi |

| Arbitro: | Bertani (Pisa) |

|               |           |  |
| Cesaretti 48’ | Marcatori |  |

| Arbitro: | De Tullio (Bari) |

|                 |           |  |
| D. Ferretti 67’ | Marcatori |  |

| Arbitro: | Marchetti (Ostia Lido) |

|                                           |           |                                |
| Ferri Marini 49’ Valagussa 61’ Zanchi 75’ | Marcatori | 2’ Vinetot 90+3’ (rig.) Guazzo |

| Arbitro: | Mei (Pesaro) |

|            |           |             |
| Rozzio 44’ | Marcatori | 32’ Rinaldi |

| Gubbio 23 aprile 2017 36ª giornata | Gubbio               | 0 – 0 | Venezia | Stadio Pietro Barbetti\| Arbitro: \| Meraviglia (Pistoia) \| |
| Arbitro:                           | Meraviglia (Pistoia) |       |         |                                                              |

| Arbitro: | D'Apice (Arezzo) |

|                                   |           |  |
| N. Bianchi 29’ Grandolfo 48’, 51’ | Marcatori |  |

| Arbitro: | Pashuku (Albano Laziale) |

|                                                    |           |                  |
| Casiraghi 35’ (rig.) D. Ferretti 62’ A. Marini 90’ | Marcatori | 71’, 81’ Diakité |

### Play-off
| Arbitro: | Perotti (Legnano) |

|                             |           |                                     |
| Casiraghi 86’ Rinaldi 90+1’ | Marcatori | 7’ Agodirin 21’ (rig.), 75’ Mancuso |

### Coppa Italia di Lega Pro C

#### Girone E
| Arbitro: | Tursi (San Giovanni Valdarno) |

|                                 |           |             |
| Giacomarro 50’ Ferri Marini 66’ | Marcatori | 90’ Mancuso |

| Arbitro: | Carella (Bari) |

|                             |           |             |
| Di Filippo 82’ Pezzotti 88’ | Marcatori | 66’ Varutti |

| Arbitro: | Ayroldi (Molfetta) |

|                                  |           |             |
| Cuffa 7’ Neglia 47’ Sforzini 78’ | Marcatori | 30’ Lunetta |